# Ноба
Ноба — река в России, протекает по Лешуконскому району Архангельской области. Длина реки составляет 49 км.
Начинается из небольшого болота среди елово-берёзовой тайги. Течёт в общем северо-восточном направлении. Устье реки находится в 332 км по левому берегу реки Мезень. Вдоль реки проходит зимник.

## Притоки
Объекты перечислены по порядку от устья к истоку.
- 7 км: Тюрина[3] (пр)
- 31 км: Ойваж[4] (лв)

## Данные водного реестра
По данным государственного водного реестра России относится к Двинско-Печорскому бассейновому округу, водохозяйственный участок реки — Мезень от истока до водомерного поста у деревни Малонисогорская. Речной бассейн реки — Мезень.
Код объекта в государственном водном реестре — 03030000112103000045425.